# Conficker
Conficker (andra namn: Downadup, Downup och Kido) är en internetmask som angriper datorer med operativsystemet Windows. Viruset upptäcktes i en första version oktober 2008 och det uppskattas att ungefär tio miljoner datorer är infekterade. Masken har varit svår att komma åt för specialister eftersom den använder sig av avancerade malware-tekniker. Den sprider sig via nätverk och portabla mediaenheter, exempelvis USB-minnen där den aktiveras av Windows AutoRun-mekanism ("spela upp automatiskt").